# Eunice Barber
Eunice Barber - (17 de novembre de 1974 a Freetown, Sierra Leone) és una atleta ja retirada que va representar Sierra Leone i França, especialista en les proves d'heptatló i salt de longitud. Va ser campiona mundial d'heptatló a Sevilla 1999 i de salt de longitud a París 2003.

## Biografia

### Inicis
Amb només 17 anys va participar en els Jocs Olímpics de Barcelona 1992 representant Sierra Leone en les proves d'heptatló i 100 metres tanques, tot i que va acabar en les últimes posicions.
A l'any següent va participar en l'heptatló dels Campionats del Món de Stuttgart 1993, on no va poder acabar la competició a causa d'una lesió.
El seu salt a l'elit internacional es va produir el 1995, quan va finalitzar en 4a posició de l'heptatló en els Campionats del Món de Goteborg, fent la seva millor marca personal amb 6.340 punts, i millorant els seus registres en sis dels set esdeveniments que componen l'heptatló.
Va ser 5a en l'heptatló dels Jocs Olímpics d'Atlanta 1996. En aquests Jocs va participar també en salt de longitud, encara que no va poder classificar-se per a la final.
A causa d'una lesió, va estar allunyada de les pistes els anys 1997 i 1998. El 1999 va obtenir la nacionalitat francesa, país on residia des de 1992, i va passar a competir per aquest país.

### Campiona del món
El seu primer gran èxit internacional va arribar en els Campionats del Món de Sevilla 1999, on va tenir una sensacional actuació guanyant la medalla d'or en heptatló i fent la seva millor marca personal amb 6.861 punts, molt per davant de totes les seves rivals. La plata va ser per a la britànica Denise Lewis i el bronze per a la siriana Ghada Shouaa.
El 2000 Barber va començar l'any fent a Götzis, Àustria, una gran marca de 6.842 punts, que seria la millor marca mundial de la temporada. Era una de les grans favorites per guanyar l'or en els Jocs Olímpics de Sidney que es van disputar aquell mateix any. No obstant això una lesió li va obligar a abandonar la prova després de cinc esdeveniments. El títol olímpic se'l va endur la britànica Denise Lewis.
En els Campionats del Món de París 2003 la gran dominadora de l'heptatló va ser la sueca Carolina Klüft, que va guanyar superant la barrera dels 7000 punts. Eunice Barber es va quedar la medalla de plata amb 6.755 punts. No obstant això el seu gran moment va arribar quan contra tot pronòstic va guanyar la medalla d'or en la final de salt de longitud, saltant 6,99 m en el seu últim intent.

### Última etapa
El 2004 va patir nombrosos problemes físics, sobretot en els isquiotibials de la seva cama dreta, la qual cosa li va impedir competir amb normalitat durant la temporada. Als Jocs Olímpics d'Atenes no estava en bones condicions i va decidir no participar en l'heptatló. Sí ho va fer en el salt de longitud, encara que no va aconseguir classificar-se per a la final.
Ja recuperada, en els Campionats del Món de Hèlsinki 2005 va tornar a lluitar fit a fit amb la sueca Carolina Klüft per l'or en l'heptatló, igual que dos anys abans a París. De nou la sueca va guanyar la medalla d'or amb 6.887 punts, i Barber va haver de conformar-se amb la medalla de plata amb 6.824 punts, a molt poca distància de la guanyadora. En la final de salt de longitud Barber va obtenir la medalla de bronze, després de la nord-americana Tianna Madison i la russa Tatyana Kotova.
El 2006 va participar en els Campionats d'Europa de Göteborg, però va haver d'abandonar l'heptatló després de disputar únicament dues proves a causa d'un problema muscular.
Al març de 2006 es va veure implicada en confús incident amb la policia francesa a París, on va ser detinguda acusada d'haver mossegat un policia, encara que ella sempre ho va negar. Va passar un dia detinguda i va ser posada en llibertat amb càrrecs.

## Resultats

### Competicions
| Any  | Competició               | Seu      | Lloc                                   | Marca     |
| ---- | ------------------------ | -------- | -------------------------------------- | --------- |
| 1995 | Campionat del Món        | Göteborg | 4a en heptatló                         | 6.340     |
| 1996 | Jocs Olímpics            | Atlanta  | 5a en heptatló                         | 6.342     |
| 1997 | Campionat del Món Indoor | París    | 6a en pentatló                         | 4.558     |
| 1999 | Campionat del Món        | Sevilla  | 1a en heptatló                         | 6.861     |
| 2003 | Campionat del Món        | París    | 1a en salt de longitud; 2a en heptatló | 6.996.755 |
| 2005 | Campionat del Món        | Hèlsinki | 3a en salt de longitud; 2a en heptatló | 6.766.824 |

### Marques personals
- Heptatló - 6.889 (Arlés, 5 Jun 2005)
- 100 metres barres - 12,78 (Edmonton, 4 Ago 2001)
- Salt d'altura - 1.93 (Sevilla, 21 Ago 1999)
- Llançament de pes - 13.99 (Arlés, 7 Jun 2003)
- 200 metres - 23,53 (Praga, 3 Jul 1999)
- Salt de longitud - 7.05 (Mònaco, 14 Sep 2003)
- Llançament de javelina - 53.10 (Angers, 15 Jul 2005)
- 800 metres - 2.10,55 (Götzis, 27 maig 2001)